# Božidar Jović
Božidar Jović (ur. 13 lutego 1972 w Banja Luce) – chorwacki piłkarz ręczny, zdobywca złotego medalu Igrzysk Olimpijskich w Atlancie.